# Retretti

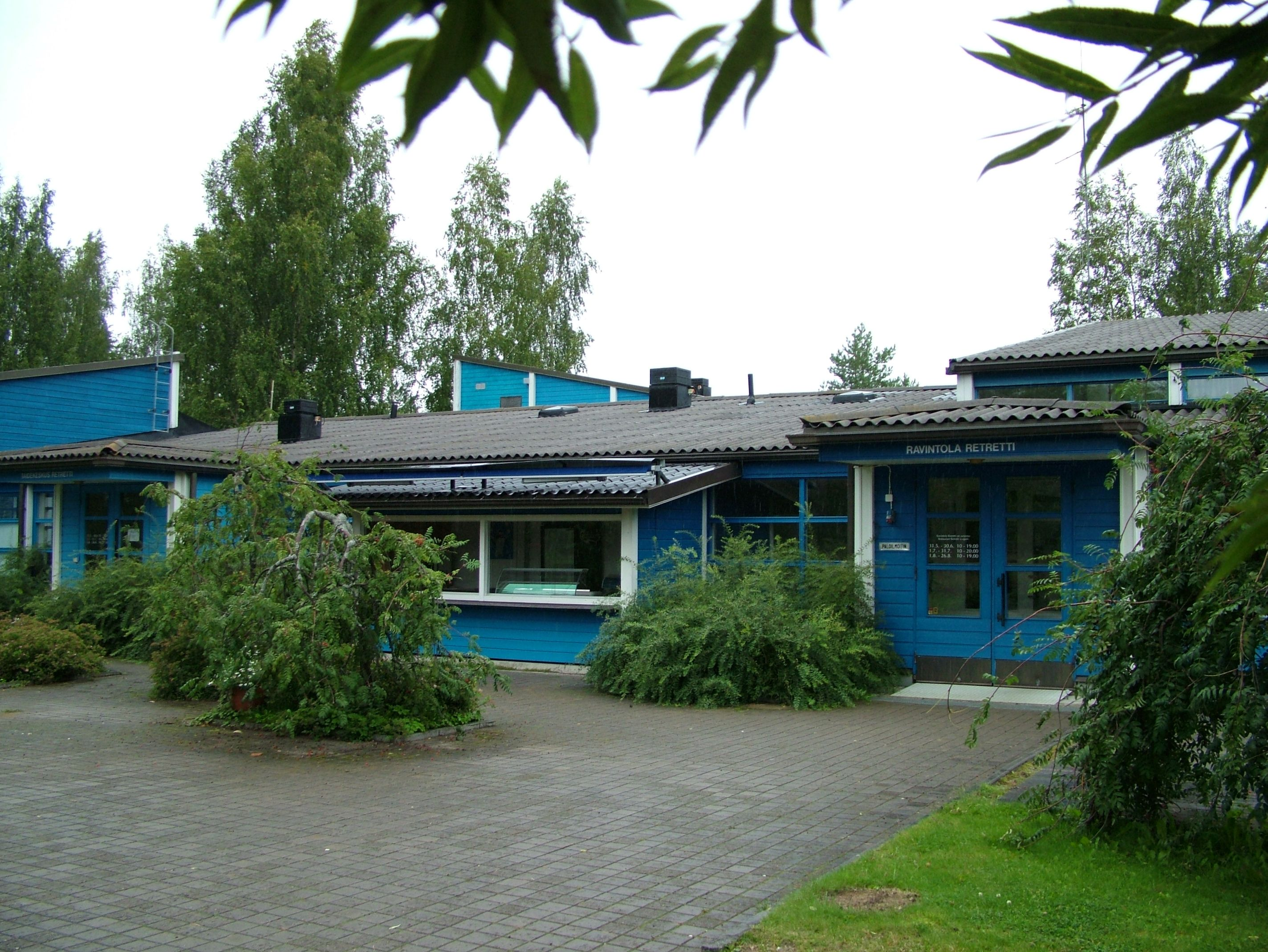

Retretti è un centro artistico finlandese situato in prossimità di Punkaharju. La caratteristica principale dell'esposizione artistica è la sua collocazione, situata in una grotta sotterranea artificiale.
Essa presenta cascate, una sala da concerti ed effetti speciali tra cui luci, suoni e ombre, ottenuti sfruttando gli elementi naturali della grotta (le pareti, l'acqua e l'oscurità). Sopra la grotta (al livello del suolo) è situato uno spazio espositivo più convenzionale con opere d'arte prese in prestito da altre gallerie.
Ogni estate l'intera collezione viene cambiata.
La struttura espositiva è chiusa da qualche anno.